# D-beat

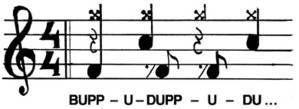

D-beat (també conegut com a discore, kängpunk, discrust i crust-beat) és un estil de hardcore punk desenvolupat a principis de la dècada del 1980 per grups musicals sota la influència de Discharge, grup del qual el l'estil també rep el nom, com un ritme de bateria característic d'aquest subgènere. D-beat és conegut pel seu so «grinding, distorsionat i brutalment polític». D-beat està estretament associat amb el crust punk, que és una variació més pesada i complexa. L'estil musical va ser particularment popular a Suècia, i s'hi va desenvolupar amb grups com Crude SS, Anti Cimex, Mob 47 i Driller Killer. Altres grups D-beat són els anglesos Doom i The Varukers, Disclose del Japó, Crucifix i Final Conflict dels EUA i Ratos de Porão del Brasil.

## Història

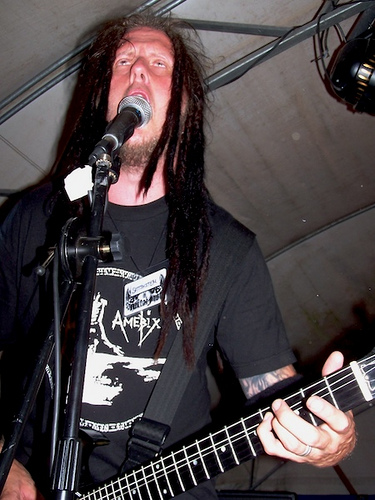
Skitsystem, un grup de D-beat suec.

### Orígens
Un dels primers exemples de D-beat es pot trobar a la cançó dels Buzzcocks «You Tear Me Up» del seu LP debut, Another Music In A Different Kitchen, que presenta un ritme de bateria ràpid i intens que Discharge emularia després amb el ritme de bateria característic D-beat. Discharge es va formar el 1977 a Stoke-on-Trent tocant inicialment una variant de street punk inspirada en els Sex Pistols i The Clash. El 1979, el grup va canviar la seva formació i va començar a desenvolupar un estil nou i més agressiu. En aquest moment Terry «Tez» Roberts de Discharge va desenvolupar el seu característic ritme de bateria, pel qual rep el nom de D-beat. Roberts va comentar l'any 2004 que «només vull que em recordin per haver creat aquell fotut D-beat inspirant a totes aquelles fantàstiques bandes arreu del món!». La inspiració de Discharge en l'estil ha fet que se l'anomeni «discore». El ritme de Roberts és similar a la columna vertebral bàsica de percussió de les cançons de Motörhead. Després de 1982, el grup va canviar el seu estil a una forma més convencional de heavy metal.
El D-beat va ser conegut inicialment com «kängpunk» a Suècia. La primera cançó sueca D-beat és «Marquee» de Rude Kids, gravada el 1979. El segon EP d'Anti Cimex, Raped Ass, ha estat descrit com «un dels enregistraments hardcore més crus i violents de la història». Mob 47 d'Estocolm va ser conegut com el més ràpid dels grups kängpunk.

### Dècada del 1980
A Anglaterra, a mitjans dels anys 1980 es va desenvolupar un segon estil d'anarcopunk similar al D-beat. Aquest estil va estar influït pels grups kängpunk suecs, així com pel heavy metal i el post-punk. El terme crust («crosta») va ser encunyat per Hellbastard a la seva maqueta Ripper Crust el 1986. Com afirma l'historiador musical Ian Glasper: «Ripper Crust és àmpliament considerat com la primera vegada que es va utilitzar la paraula "crust" en el context del punk i, per tant, el punt de partida específic de tot el gènere crustcore, encara que alguns atribuirien aquest reconeixement a grups com Disorder, Chaos UK i Amebix uns quants anys abans». Malcolm «Scruff» Lewty, vocalista i guitarrista de Hellbastard, va considerar: «Molta gent diu que vam començar el gènere crust punk. Si volen dir això, no m'importa, però sens dubte no sóc un Malcolm McLaren, dient que vaig inventar alguna cosa que no vaig fer». Amebix i Antisect es consideren sovint com els pioners del crust punk.
Els grups de crust punk van agafar influències del black metal de Venom i Celtic Frost. De la mateixa manera, Bathory es va inspirar inicialment en el crust punk i el metal. La banda noruega Darkthrone va incorporar trets crust punk al seu treball: «En una paradoxa molt irònica, el black metal i el crust punk han començat a abraçar-se recentment. Els membres de Darkthrone i Satyricon han afirmat últimament que els encanta el punk, mentre que entre els crusties, el black metal és l'última moda».
El crust punk estatunidenc va començar a Nova York, també a mitjans dels anys 1980, amb el treball de Nausea. El grup va sorgir de l'escena okupa del Lower East Side i del hardcore de Nova York, vivint amb Roger Miret d'Agnostic Front. Els primers treballs de Neurosis, de San Francisco, també van ser manllevats d'Amebix, i van inaugurar el crust punk a la Costa Oest.
A Extreme Noise Terror se li atribueix el desenvolupament del grindcore. A finals de la dècada de 1980, Doom, de Birmingham, va practicar el D-beat en deute amb Discharge així com amb el crust punk.

### Dècada del 1990
Una important banda estatunidenca de crust punk va ser Aus-Rotten de Pittsburgh. El crust punk també va florir a Minneapolis, encapçalat pel segell Profane Existence. En aquest període, el caràcter del crust punk es va codificar especialment amb el vegetarianisme, el feminisme i, de vegades, l'straight edge. L'escena de powerviolence associada amb Slap-a-Ham Records estava molt a prop del crust punk, especialment en el cas de Man Is the Bastard i Dropdead. Molts grups suecs de la dècada del 1990 van començar a tocar una combinació de D-beat amb crust punk. Aquestes bandes, com Driller Killer, Totalitär, Skitsystem, Wolfbrigade i Disfear, segueixen essent algunes de les bandes de D-beat més conegudes, encara que el seu so s'ha vinculat molt a l'evolució del death metal.

## Característiques
El contingut vocal del D-beat tendeix a eslògans cridats. L'estil es distingeix dels seus predecessors pel seu contingut líric mínim i una major proximitat al heavy metal. Les bandes D-beat solen tenir missatges anarquistes i contraris a la guerra i segueixen de prop la desolada imatge de la guerra nuclear de les bandes anarcopunk dels anys 1980. El periodista de rock Robbie Mackey va descriure el D-beat com «una bateria incondicional amb riffs vertiginosos i udols inintel·ligibles sobre l'anarquia, working-stiffs-as-rats i crides a la unitat en la lluitar.
Les veus del crust punk sovint es criden i es poden compartir entre dos o més cantants. El contingut líric del crust punk tendeix a ser desolador i nihilista, però políticament compromès. Les cançons de crust punk sovint parlen de guerra nuclear, militarisme, drets dels animals, policia, greuges personals, estats opressors i feixisme. Amebix també es va interessar per diverses formes de misticisme i gnosticisme.